# Calymperes pungens
Calymperes pungens är en bladmossart som beskrevs av C. Müller 1883. Calymperes pungens ingår i släktet Calymperes och familjen Calymperaceae. Inga underarter finns listade i Catalogue of Life.